# 碱锅水库
碱锅水库是中国辽宁省阜新市阜新蒙古族自治县境内的一座水库，位于绕阳河支流勿欢池河上，建于1959年。水库正常库容为720万立方米，集雨面积为133平方千米，海拔为95.6米。